# Мадалена де Медичи
Мадалена де Медичи, с рождено име Марѝя Мадалèна Рòмола ди Лорèнцо де Мèдичи (на италиански: Maria Maddalena Romola di Lorenzo de' Medici; * 25 юли 1473, Флоренция, Флорентинска република; † 2 декември 1519, Рим, Папска държава) от фамилията Медичи, е чрез брак графиня на Ферентило.

## Произход
Тя е втората дъщеря на Лоренцо Великолепни (* 1449, † 1492), банкер, де факто владетел на Флорентинската република, най-могъщият и ентусиазиран покровител на ренесансовата култура в Италия, и на съпругата му Клариса Орсини (* ок. 1453, † 1487), дъщеря на Якопо (Джакомо) Орсини, господар на Монтеротондо и Брачано. Има девет братя и сестри:
- Лукреция Мария Ромола (* 1470, † 1553), от 1486 съпруга на Якопо Салвиати.
- братя-близнаци († 1471 след раждането).
- Пиеро „Злочестият“ (* 1472, † 1503), господар на Флоренция след смъртта на баща им.
- Контесина Беатриче († 1474 като бебе).
- Джовани (* 1475, † 1521), известен като папа Лъв X.
- Луиза Контесина Ромола, нар. Луиджа (* 1477, † 1488), годеница на Джовани де Медичи „Пополано“.
- Контесина Антония Ромола (* 1478, † 1515), съпруга на пфалцграф Пиеро Ридолфи.
- Джулиано (* 1479, † 1516), херцог на Немур, господар на Флоренция и генерален капитан на Църквата

## Биография

### Начални години
Мадалена има щастливо детство, което е оформено преди всичко от близките ѝ отношения с брат ѝ Джовани. Лоренцо де Медичи иска децата му да получат добро образование, поради което наема хуманиста Анджело Полициано. Баба ѝ по бащина линия Лукреция Торнабуони учи нея и сестрите ѝ на счетоводство, смятане и управление на домакинство. Политически обаче детството на Мадалена е оформено от събитията около Заговора на Паци, иницииран от папа Сикст IV през 1478 г. срещу управлението на Медичите във Флоренция и чиято най-известна жертва е чичо ѝ Джулиано.
И след смъртта на папата римо-флорентинските отношения не се подобряват. През 1485 г. неаполитанските барони, подкрепени от новия папа Инокентий VIII, се надигат срещу управлението на краля на Неапол Фердинандо I, подкрепян от Флоренция и Милано. Затова Лоренцо де Медичи подписва на 2 ноември 1485 г. във Флоренция наемнически договор с Вирджинио, Вичино, Джулио и Джан Паоло Орсини, които потушават въстанието на бароните на страната на Феранте. Войната на бароните завършва с мира между папата и краля на Неапол, сключен през август 1486 г., който дава на бунтовниците исканата амнистия. Лоренцо Великолепни сега се интересува от нормализиране на отношенията между Флоренция и Рим. Затова през есента на 1486 г. той изпраща своя шурей, архиепископа на Флоренция Риналдо Орсини и дипломата Пиерфилипо Пандолфини в Рим, за да предоговорят римо-флорентинските отношения с Инокентий VIII. Тъй като междувременно римският клон на банката на Медичите трябва практически да прекрати дейността си, за Лоренцо е наложително да постигне споразумение с папата по икономически причини. По същия начин Лоренцо възнамерява активно да насърчава църковната кариера на сина си Джовани с помощта на папата. Инокентий VIII е готов за политическо сравнение с Флоренция и заявява, че в бъдеще ще следва съветите на Лоренцо по политически въпроси. Освен това папата прехвърля финансовите дела на Ватикана на Банката на Медичите. Той обаче очаква Лоренцо да омъжи 14-годишната му дъщеря Мадалена за сина му Франческо. Франческо Чибо е плод на голямата любов на баща му към неаполитанка и е признат от него за негов биологичен син. Франческето, както римляните наричат почти 40-годишния мъж, живее финансово зависим от баща си. Той е пияница и комарджия, който пилее парите си за куртизанки и чиито дългове винаги се изплащат от баща му. Първоначално Лоренцо не е склонен да омъжи втората си най-голяма дъщеря за своенравния син на папата. През януари 1487 г. обаче папата сключва споразумение с Венеция, което принуждава Лоренцо, който е загрижен за това, да действа бързо. Заради очакваните политически и икономически предимства той решава да пожертва личното щастие на дъщеря си и да се съгласи на брак между Мадалена и Франческо.

### Брак с Франческо Чибо и живот в Рим
На 25 февруари 1487 г. бракът между Мадалена де Медичи и Франческо Чибо е отпразнуван в Рим в присъствието на папата, но в отсъствието на булката, която е представлявана от чичо си Риналдо Орсини. Зестрата на Мадалена е 4000 флорина. На същия ден в Неапол се сключва бракът на брат ѝ Пиеро де Медичи с Алфонсина Орсини в отсъствието на булката и младоженеца, но в присъствието на краля на Неапол. Лоренцо Великолепни винаги е знаел, че управлението на семейството му не е трайно осигурено от традиция или закон във Флоренция. С браковете на Пиеро и Мадалена и планираната църковна кариера на Джовани той се стреми да даде на Медичите втора опора в Рим, с цел да осигури бъдещото управление на най-големия си син Пиеро във Флоренция. Това трябва да стане с помощта на римските съюзници, ако се наложи. И двата брака са успех във външната политика на Медичите. Те намират одобрението на неаполитанския крал и регента на Миланското херцогство Лудовико ил Моро. Въпреки това тези бракове предизвикват вълнения във флорентинската олигархия, така че Лоренцо решава да сгоди останалите си две дъщери Луиза и Контесина съответно за Джовани де Медичи и Пиеро Ридолфи.
Както е уговорено, Мадалена, придружена от майка си Клариса Орсини, която вече страда от туберкулоза, брат си Пиеро и зет си Якопо Салвиати, пристига на 13 ноември 1487 г. в Рим. На 20 януари е сватбата ѝ в папската резиденция.
През май 1488 г. Мадалена се завръща във Флоренция със съпруга и майка си, за да присъства на сватбеното тържество на брат си Пиеро, което обаче не е отпразнувано поради смъртта на Луиза, по-малката им сестра Въпреки това Мадалена остава във Флоренция, като се грижи за болната си майка до смъртта ѝ на 30 юли 1488 г. и се завръща в Рим едва след молбата на баща ѝ през септември 1488 г.
През март 1489 г. папа Инокентий VIII номинира 13-годишния ѝ брат Джовани де Медичи за кардинал. Въпреки че трябва да остави службата си до 1492 г., Лоренцо е изпълнил политическата си цел да омъжи дъщеря си Мадалена. Сега Джовани разполага с църковен доход, който оттогава използва в полза на Медичите. Така папата, също по настояване на неаполитанския крал Фердинандо I, дава на Джовани бенедиктинското абатство Монтекасино, което е един от най-богатите манастири в християнския свят със своите приходи, обширни владения и права.
Междувременно Мадалена участва в оживения светски живот в Рим. Папата държи много на снаха си, подарява ѝ щедро ценни бижута и разпуска обичаите във Ватикана от нейно име. Светските жени вече имат право да влизат в стаите на папата, без да бъдат питани, а през ноември 1488 г. внучката на Инокентий Перета празнува сватбата си във Ватикана. Въпреки че Лоренцо Великолепни не одобрява упадъка на папската власт, той се страхува повече от неизбежната смърт на болния папа и от неразрешените досега материални нужди на дъщеря му.
Още през лятото на 1487 г. Франческо Чибо, който дотогава е без доходи, придобива владенията на Черветери и Санта Севера с помощта на Банката на Медичите. По същия начин банката му финансира придобиването на Графство Ангуилара, така че Франческо притежава малка прилежаща област в северната част на Рим. Отпуснатите му кредити се уреждат чрез прехвърляне на църковни приходи в банката. Инокентий VIII също се задължава да изплати всички искове на Лоренцо към папската камара, които датират от времето на Сикст IV, и той дава на 21 февруари 1490 г. на сина си Графство Ангуилара. Малко по-късно Франческо получава и флорентинско гражданство. Накрая, като зестра на Мадалена, той получава дворец от конфискуваното имущество на Якопо Паци.
Сега Мадалена се радва на високо обществено положение в Рим. Родриго Борджия, бъдещ папа Александър VI, е готов да кръсти голямата ѝ дъщеря Лукреция. Бракът на Мадалена обаче е нещастен, Франческето я пренебрегва и скоро след сватбата продължава с предишния си живот. Той отново преминава през прословути квартали с приятеля си Джироламо Тутавила, заедно нахлуват в къщи, изнасилват жени и пилеят пари на хазарт. Франческето губи 14 000 дуката за една нощ, което се равнява на цял дворец.

### Живот след смъртта на баща ѝ
Животът на Мадалена претърпява повратна точка със смъртта на баща ѝ през април 1492 г. и смъртта на свекъра ѝ през юли 1492 г. Сега Франческо Чибо се страхува да не стане жертва на обичайните възмездия след смъртта на папата. От една страна той не може да разчита на помощта на мощния римски благороднически род Орсини, а от друга страна не може да очаква подкрепата на техните противници. Поради тези причини той продава имуществото си, понякога на изгодни цени, и бяга във Флоренция със семейството си. Отказът на Франческо Чибо от политическата власт в Рим осигурява на семейството му спокоен живот през следващите двадесет години в именията им във Флоренция, Тоскана, Генуа и Лигурия. Чибо нямат врагове; това позволява напредъка на децата ѝ и Мадалена успява да получи икономически контрол над своите притежания. Тя е по-малко успешна в отглеждането на сина си Иноченцо, който последва баща си, раждат му се четири извънбрачни деца като млад и се заразява със сифилис на младини.
Братът на Мадалена Джовани е избран за папа като Лъв X на 15 март 1513 г. Скоро след това той позволява на сестрите си да участват в придворния живот в Рим. Лукреция, Контесина и Мадалена се преместват заедно в Рим и тормозят брат си с прекомерни изисквания. Лъв X, който се чувства особено свързан с Мадалена, чийто брак направи възможно издигането му, номинира на 23 септември 1513 г. нейния 22-годишен син Иноченцо за кардинал и му осигурява огромни доходи. По същия начин папата глези братята и сестрите на Иноченцо със стоки и щедри парични дарове. Мадалена получава римско гражданство през 1515 г., а през 1516 г. съпругът ѝ Франческо получава губернаторството на Херцогство Сполето като нов източник на доходи. Фаворизирането на Мадалена от папата и нейното погрешно прието политическо влияние довеждат до завистта и недоволството на сестрите ѝ, така че Лъв X номинира съпрузите им Джовани Салвиати и Николо Ридолфи на 1 август 1517 г. за кардинали.
46-годишната Мадалена умира на 2 декември 1519 г. в Рим, няколко седмици след съпруга си. Погребана е в базиликата Свети Петър. През 1520 г. нейният син Иноченцо е назначен за архиепископ на Генуа и архиепископ на Торино.

## Брак и потомство
∞ 25 февруари 1487 в Рим чрез представител и 20 януари 1488 г. лично за Франческо „Франческето“ Чибо (* ок. 1449/1450, Неапол; † 25 юли 1519, Рим) от фамилията Чибо, незаконен син на папа Инокентий VIII. Той е граф на Латеранския дворец (1490), на Ферентило (1517), сеньор на Ангуилара и Черветери (1490), Римски барон (1515), патриций на Флоренция, Неапол и Пиза (1488), на Витербо (1516), губернатор на Рим (1487), генерал губернатор на папската армия (1487), губернатор на Сполето (1513). Двамата имат трима сина и пет дъщери:
- Лукреция Чибо (* декември 1489, † юли 1492), кръстена на 4 януари 1490 г. от Родриго Борджия, бъдещ папа Александър VI
- Клариса Чибо (* декември 1490, † 1492), родена с увреждания
- Иноченцо Чибо (* 25 август 1491, Генуа; † 23 септември 1550, Рим), кардинал от 15 септември 1513, архиепископ на Сейнт Андрюс и Единбург (13 окт. 1513 – 1514), Генуа (11 май 1520), Безие (3 окт. 1536) и Месина (14 юни 1538), епископ на Марсилия (11 окт. 1517 – 12 януари 1530), Алерия (Корсика) (19 юни 1518 – 1519), Вентимиля (27 юли 1519 – юни 1519), Торино (4 юли 1520 – юни 1548), Волтурара (10 окт. 1526 – окт. 1526), Мариана и Аячо (Корсика) (20 март 1531 – 1 дек. 1531), Тропеа (февр. 1538 – 14 юни 1538), абат комендатор на „Сан Паоло д'Арно“ в Пиза (1505), „Сам Саба“ в Рим (1520), „Сан Сиро“ в Генуа (1520 – 1529) и „Сен Витор“ в Марсилия (1522), папски легат в Болоня (11 януари 1523), губернатор и регент на Флоренция (22 окт. 1532 – март 1533), регент на Маса и Карара (20 март – 27 юни 1547).
- Елеонора Чибо (* 1499, Флоренция; † 1557, Генуа), бенедиктинска монахиня, игуменка на манастира „Санта Мария“ в Генуа.

- Лоренцо Чибо (* 20 юли 1500, Сампиердарена (Генуа); † 14 март 1549, Пиза), граф на Ферентило, губернатор и кастелан на Сполето (23 дек. 1519), вечен губернатор на Ветрала, Монтеджове и Джано (1529), губернатор на Витербо (май 1532), губернатор на Пиза (1534), генерал на Папската армия (1520), генерален командващ на Папските армии (22 юни 1530); ∞ 14 май 1520 за Ричарда Маласпина (* 1497; Маса; † 16 юни 1553, Бани ди Лука), маркиза на Маса, господарка на Карара, дъщеря на Антонио Алберико II Маласпина, маркиз на Маса, господар на Карара, от която има 2 сина и 1 дъщеря. Има и 2 извънбрачни деца. През 1520 г. приема фамилията „Чибо-Маласпина“.
- Катерина Чибо (* 13 септември 1501, Флоренция; † 17 февруари 1557, Флоренция), ∞ юли 1520 във Флоренция за Джовани Мария Да Варано (* 1481, Камерино † 1527, Камерино), херцог на Камерино
- Иполита Чибо (* 1503, Флоренция; † 1503, Колорно), ∞ 1522 за Роберто Амброджо да Сансеверино († март 1532, Бусето), маркиз на Колорно, граф на Каяцо и господар на Бобио
- Джовани Батиста Чибо (* 6 май 1505, Рим; † 15 март 1550, замък Син, Прованс), епископ на Марсилия (12 януари 1530), абат комендатор на „Сан Сиро“ в Генуа (1529). Има една извънбрачна дъщеря.